# Arrifana (Guarda)
Arrifana is een plaats (freguesia) in de Portugese gemeente Guarda en telt 735 inwoners (2001).